# Knud Møller (Dansk Sojakagefabrik)
 Der er flere personer med dette navn, se Knud Møller.
Knud Møller (født 19. juli 1901 i Dragør, død 7. marts 1976) var en dansk direktør.
Han var søn af lodsoldermand Frederik Wilhelm Møller (død 1936) og hustru Bertha f. Præst (død 1944), tog præliminæreksamen 1918 og Købmandsskolens dagskoleeksamen 1919. Møller blev ansat i A/S Det Østasiatiske Kompagni 1919, var til tjeneste ved kompagniets filialer i Kina 1924-28, i Indien 1928-50, blev prokurist ved hovedkontoret i København 1950 og var direktør for Dansk Sojakagefabrik A/S fra 1957 til 1967.
Han var dansk konsul i Madras 1939-50, medlem af bestyrelsen for Det Danske Medicinal- & Kemikalie Kompagni A/S og A/S Aalborg Margarinefabrik og medlem af Industrirådet 1960-67. Han var Ridder af Dannebrog og bar Kong Christian X's Erindringsmedalje.
Møller blev gift 9. februar 1933 med Brita Steenbach (10. august 1905 i Odense - ?), datter af godsejer Henrik Steenbach (død 1948) og hustru Ellen født Haugsted (død 1951). 